# フラブロヴォ空港
フラブロヴォ空港（露: Аэропорт Храброво、英: Khrabrovo Airport (IATA: KGD, ICAO: UMKK)）は、ロシア連邦カリーニングラード州カリーニングラードにある空港である。一部はロシア空軍の基地となっており軍民共用である。
2019年7月1日より、日本人を含む53か国の外国人は電子ビザを事前申請することができるようになった（詳細はロシアの査証政策を参照）。

## 就航航空会社と就航都市

### 国内線

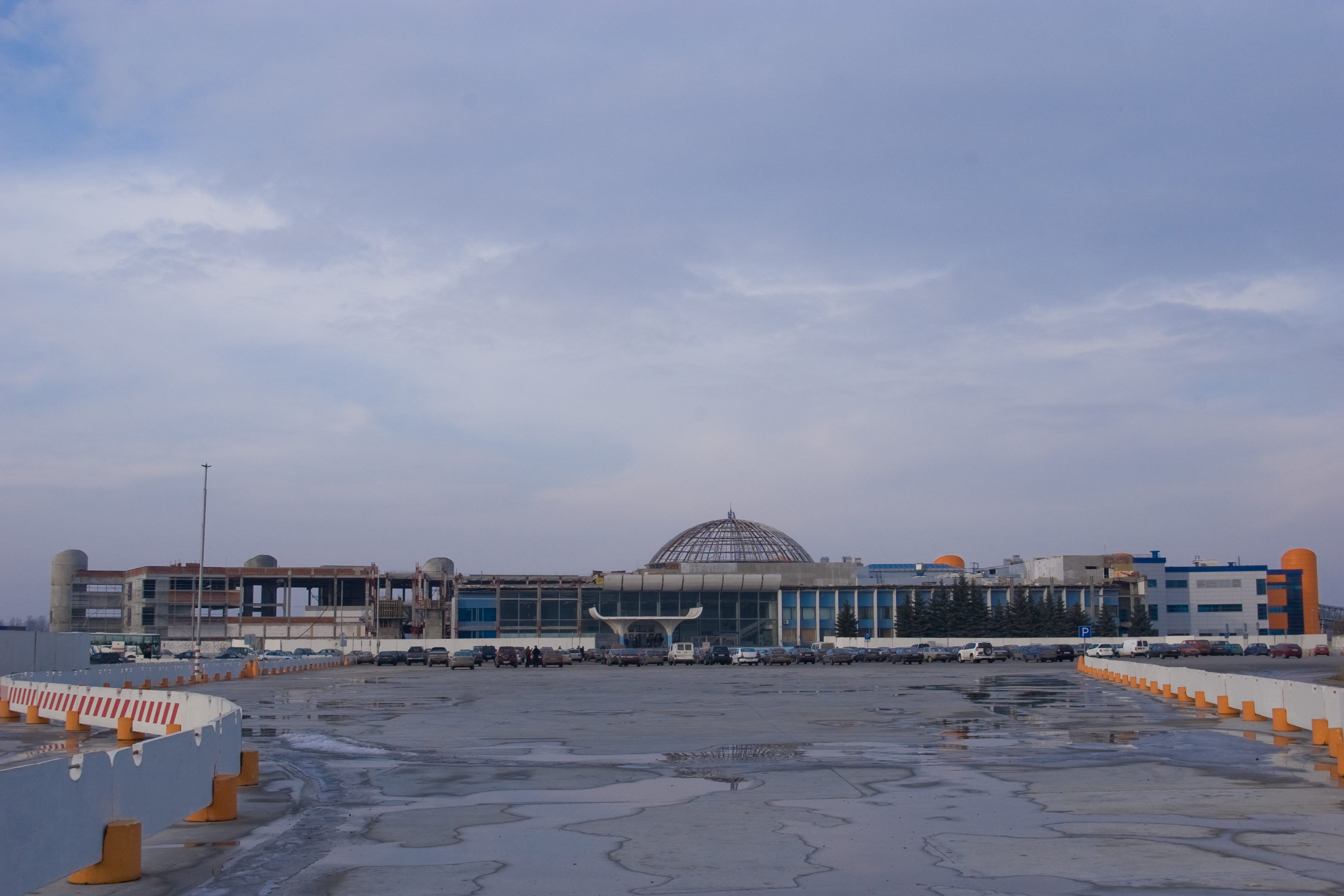
旧ターミナル

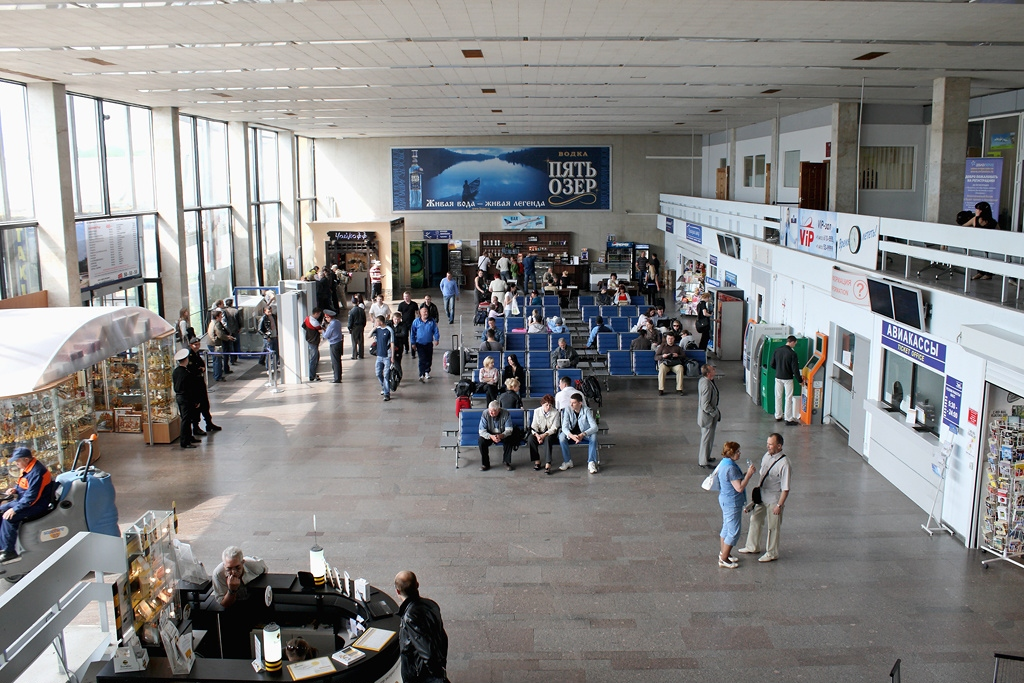
旧ターミナルの構内

| 航空会社           | 就航地                                                                |
| ------------------ | --------------------------------------------------------------------- |
| アエロフロート     | モスクワ（シェレメチェボ）                                            |
| アジムート航空     | カルーガ、クラスノダール（2019年9月20日より就航）、ロストフ・ナ・ドヌ |
| ポベーダ航空       | モスクワ（ヴヌーコヴォ）、サンクトペテルブルク                        |
| ルースライン       | ベルゴロド、ヴォロネジ、リペツク                                      |
| ロシア航空         | モスクワ（シェレメチェボ）、サンクトペテルブルク                      |
| S7航空             | モスクワ（ドモジェドヴォ）                                            |
| セヴェルスタリ航空 | チェレポヴェツ                                                        |
| ノルダヴィア       | 季節運航：アルハンゲリスク、ムルマンスク、ソチ                        |
| ウラル航空         | モスクワ（ドモジェドヴォ）、サンクトペテルブルク、エカテリンブルク    |
| UTエアー           | モスクワ（ヴヌーコヴォ）                                              |
| UVTアエロ          | カザン、ニジニ・ノヴゴロド、ペルミ、ヴォルゴグラード                  |

### 国際線
| 航空会社           | 就航地                                               |
| ------------------ | ---------------------------------------------------- |
| エア・バルティック | リガ                                                 |
| アズール・エア     | 季節運航：ダラマン、ドバイ（2019年10月29日より就航） |
| ベラヴィア         | ミンスク 季節運航：ブレスト、ホメリ                  |
| LOTポーランド航空  | ワルシャワ                                           |
| ウズベキスタン航空 | タシュケント                                         |